# 豫變紀略
《豫變紀略》，明末鄭廉作品，是紀錄明末流寇（農民軍）事蹟的重要史籍。
鄭廉是明末河南歸德人，十五歲時，李自成進攻河南，鄭廉因此被農民軍俘虜，在農民軍中多年。
鄭廉七十多歲時完成《豫變紀略》。《豫變紀略》記載明末的農民起義，相較於計六奇的《明季北略》、吳偉業的《綏寇紀略》的間接報導，《豫變紀略》是一部較真實的第一手資料。本書收入《三怡堂叢書》。
書中記載崇禎十三年的河南災荒，“洛中斗米錢二千九百”“按明季之災異多矣，而十三年為甚”。《豫變紀略》詳細記李自成大賑饑民：“向之朽貫紅粟，賊乃藉之，以出示開倉而賑饑民。遠近饑民荷鋤而往，應之者如流水，日夜不絕，一呼百萬，而其勢燎原不可撲”。
《豫變紀略》認為杞縣李岩並無其人。